# توزالین
توزالین یک منطقهٔ مسکونی در الجزایر است که در ناحیه ثنیه واقع شده‌است. توزالین ۶ کیلومتر مربع مساحت دارد ۵۳۰ متر بالاتر از سطح دریا واقع شده‌است.